# آي. ماديسون بنتلي
آي. ماديسون بنتلي (بالإنجليزية: I. Madison Bentley)‏ هو عالم نفس أمريكي، ولد في 1870، وتوفي في 1955.